# Хуліо Сьєбурґер
Хуліо Сьєбурґер (ісп. Julio Sieburger, 5 березня 1892 — 20 століття) — аргентинський яхтсмен.
Срібний призер Олімпійських Ігор 1948 року в класі 6 метрів.